# 不規則變星
不規則變星是變星的一種，它在光度的變化上呈現不出規則的週期性，不規則變星有兩種主要的類型：激變型和脈動型。
激變型不規則變星可以分成三類： 
- 第一類可以分為IA（光譜分類為O至A）和IB（光譜分類為F至M）。

- 第二類稱為IN（不規則星雲）變星，都出現在恆星形成區，光度的變化可能達到數個星等，而且可以快速的變化，在1至10天內就產生1個星等的變化。同樣的可以依據光譜分為INA和INB，但是還有其他的類型為金牛T變星屬於INT，獵戶座YY變星分類為INT(YY)。

- 第三類為IS星，它們的光度可以在數天或數小時內變化0.5至1等，同樣的可以依據光譜分為ISA和ISB。

脈動不規則巨星或超巨星稱為慢不規則變星，光譜類型都是晚期型（K、M、C或S）。在分類上，巨星被歸類為L-LB型，超巨星歸類為LC型。這些變星中有許多實際上可能是半規則變星，目前還不清楚，因此需要進行更多的研究。